# Юрій Святославич
Ю́рій Святосла́вич (? — 14 серпня 1407/після 1420) — великий князь смоленський (1386—1395, 1401—1404), князь рославський (1395—1401) та порховський (1404—1407), другий син і спадкоємець великого князя смоленського Святослава Івановича

## Біографія
Юрій Святославич вперше згадується в описі походу смоленських князів 1386 року на Мстиславль, відібраний Литвою ще в 1359 р. У битві з литовськими військами, що відбувся 29 квітня на р. Вихра під Мстиславлем, загинув великий князь смоленський Святослав Іванович, і престол зайняв його син Юрій. 16 вересня 1386 року він присягнув на вірність польському королю і верховному князю литовському Владиславу II Ягайла і його наміснику Скиргайлу.
В 1393 р. Юрій Святославович, ще бувши великим князем смоленським, брав участь в поході Вітовта і Скиргайло проти бунтівного Свидригайла, але незабаром, згідно «Летописцу великих князей литовских», Вітовт посадив на смоленський престол брата Юрія — Гліба Святославича, який перебував з ним в Пруссії, а Юрію Святославичу віддав Рославль.
Незадоволений проявами самостійності з боку Гліба, Вітовт вирішив покінчити з незалежністю Смоленського князівства і 28 вересня 1395 р. віроломно захопив Смоленськ, взяв у полон багато смоленських князів на чолі з Глібом та «найстаріших бояр» і посадив у місті своїх намісників — князя Ямонта і Василя Борейковича. Юрій Святославович в цей час знаходився в Рязані у свого тестя, великого князя Олега Івановича. Завдяки його допомозі в серпні 1401 р. Юрію Святославичу вдалося повернути собі Смоленське князівство.
Однак вже восени 1401 р. Вітовт з'явився під стінами Смоленська, проте місто успішно витримало чотиритижневу облогу, і Вітовт змушений був укласти перемир'я. У 1403 р. Вітовт оволодів Вязьмою, яка служила сполучною ланкою між Смоленським, Московським і Рязанським князівствами, і захопивши яку литовці відрізали Смоленськ від сходу. В наступному році литовський князь з'явився під Смоленськ з великим військом і артилерією. Невдала облога тривала всю весну, і Вітовт відійшов від міста, зробивши страшне руйнування околиць.
Остаточно взяти Смоленськ литовцям вдалось лише 26 червня 1404 року. Юрій в цей час перебував у Москві де просив військової допомоги у великого князя Василія І. Оскільки останній не хотів псувати стосунків зі своїм тестем Вітовтом, Юрій Святославович дуже скоро змушений був покинути Москву і перебратися в Великий Новгород

### Останні роки та смерть
Після того як почалася нова литовсько-московська війна, в кінці 1406 або на початку 1407 р. Юрій вступив на службу до Василя I, від якого отримав в годування Торжок. Убивши там князя Симеона Вяземського і його дружину Юліану, восени 1406 року Юрій вирушив в Орду, де розраховував знайти притулок. Однак це йому не вдалося, і на зворотному шляху на Русь в Веневому монастирі на околиці Рязанського князівства 14 вересня 1407 року він помер. За РБС — Юрій помер у 1409 р., після довгих мандрівок по Русі. Л. Войтович вважає що Юрій загинув після 1420 р., однак свою думку нічим не обґрунтовує.

## Легенда про вбивство Симеона Вяземського і його дружини
Як свідчать літописи, перебуваючи в Торжку, князь Юрій Святославович зачарувався красою Юліанії (дружини князя Симеона Мстиславича Вяземського, який також походив із династії смоленських Ростиславовичів) і всіляко намагався схилити її до перелюбства, але Юліанія суворо зберігала подружню вірність. Одного разу під час бенкету князь Юрій убив чоловіка Юліанії, в надії насильством оволодіти нею. Свята Юліанія не погодилась віддатися насильникові. Розлючений князь Юрій наказав відрубати їй ноги і руки, а тіло її кинути в річку Тверцю́. Від докорів сумління князь Юрій утік до татар, але й там не знайшов спокою.
|  | И великий князь Василий Дмитриевич сделал его наместником в Торжке, а он там безвинно убил служащего князя Семена Мстиславича Вяземского и его княгиню Иулианию, так как охваченный плотским желанием к его жене, взял её к себе в дом, желая сожительствовать с ней. Княгиня же, не желая этого, сказала «О, князь, как ты думаешь, разве могу я оставить своего живого мужа и пойти к тебе?» Он же захотел лечь с ней, она сопротивляясь ему, схватила нож и ударила его в мышцу. Он разгневался и вскоре убил её мужа князя Семена Мстиславича Вяземского, служащего у него, проливавшего за него кровь и ни в чем не виновного перед ним, так как не он научил жену так поступить с князем И повелел отсечь княгине руки и ноги и бросить в воду. Слуги сделали приказанное им, бросили её в воду, стало это грехом и великим стыдом для князя Юрия, не желая переносить своего несчастья и стыда, и бесчестия, бежал он в Орду. |

## Сім'я та діти
Дружина: Олена Олегівна — дочка великого князя рязанського Олега Івановича (?—1402).
Діти:
- Федір
- Анастасія — дружина третього сина Дмитра Донського, Юрія Дмитровича, князя галицького і звенигородського.